# Tipula (Acutipula) bihastata
Tipula (Acutipula) bihastata is een tweevleugelige uit de familie langpootmuggen (Tipulidae). De soort komt voor in het Palearctisch gebied.